# Corydalis afghanica
Corydalis afghanica là một loài thực vật có hoa trong họ Anh túc. Loài này được Gilli mô tả khoa học đầu tiên năm 1955.